# Hyposmocoma saccophora
Hyposmocoma saccophora là một loài bướm đêm thuộc họ Cosmopterigidae. Nó là loài đặc hữu của Oahu. Loài địa phương ở Mount Kaala, nơi nó được tim thấy ở độ cao 3,000 feet.
The larva probably feed on lichens, algae or fungi growing on damp rocks.